# Церква Успіння Пресвятої Богородиці (Верховина)
Церква Успіння Пресвятої Богородиці — храм Верховинського благочиння Коломийської єпархії Православної церкви України в селищі Верховина Івано-Франківської області.

## Історія
Дерев'яна церква була збудована і освячена приблизно 1800 року. Дерев'яний парафіяльний будинок збудований в 1864 році.
У 1944 році храм згорів. 1994 року був відбудований та освячений.
У 1998 році парафію відвідав Патріарх Київський і Всієї Руси-України Філарет.
Кількість парафіян: 1886 — 2.480, 1896 — 2.568, 1906 — 2.975, 1914 — 3.271, 1927 — 3.161, 1938 — 3.385.

## Парохи
- о. Теодор Коржинський (1866—1902+)[1]
  - о. Володимир Коржинський (1890—1897+, асистент)[1]
- о. Ярослав Марчак (1902—1903, адміністратор)[1]
- о. Кондрат Лагола (1903—1937)[1]
- о. Павло Витвицький (1935—1937, сотрудник; 1937—1942, адміністратор)[1][2]
- о. Дмитро Михавків.
- о. Юрій Стефлюк (від 1994).